# Pontoise
Pontoise je severozahodno predmestje Pariza in občina v osrednji francoski regiji Île-de-France, podprefektura departmaja Val-d'Oise. Leta 1999 je imelo naselje 27.494 prebivalcev.

## Geografija
Naselje leži v osrednji Franciji ob reki Oise in njenem pritoku Viosne, 30 km severozahodno od središča Pariza. Je del v 60. letih nastalega novega mesta Cergy-Pontoise.

## Administracija
Pontoise je uradni sedež prefekture departmaja Val-d'Oise, čeprav se tako zgradba kot administracija nahajata znotraj občine Cergy, sčimer se le-ta upošteva kot dejanski sedež prefekture departmaja.
Pontoise je sedež istoimenskega okrožja, v katerega so poleg njegovega vključeni še kantoni Beauchamp, Beaumont-sur-Oise, Cergy-Jug, Cergy-Sever, Eaubonne, Ermont, Franconville, Hautil, Isle-Adam, Magny-en-Vexin, Marines, Saint-Leu-la-Forêt, Saint-Ouen-l'Aumône, Taverny, Vallée-du-Sausseron in Vigny s 467.888 prebivalci.

## Zgodovina
Pontoise je zgodovinsko glavno mesto pokrajine Vexin français. Njegova ustanovitev datira v galo-rimski čas (Pontisara), zgrajen pa je bil ob tedanji rimski cesti med Lutetio (Parizom) in Rotomagusom (Rouenom).

## Znamenitosti
- Katedrala sv. Maloja, zgrajena v 12. stoletju, prenovljena in povečana v 15. do 16. stoletju,
- Musée de Pontoise hrani rezbarije iz srednjega veka, rokopise 17. stoletja in slike iz 20. stoletja.
- Musée Pissarro z zbirko impresionistov.

## Pobratena mesta
- Böblingen (Nemčija),
- Geleen (Nizozemska),
- Sevenoaks (Združeno kraljestvo).